# Brachystomatidae
Brachystomatidae Sinclair & Cumming, 2006 è una piccola famiglia di insetti dell'ordine dei Ditteri (Brachycera: Muscomorpha), comprendente circa 140 specie annoverate fra i Brachiceri inferiori.

## Descrizione
Gli adulti sono insetti di dimensioni medio-piccole, dal corpo esile, lungo 2-11 mm, con capo ben sviluppato e nettamente distinto dal torace, torace generalmente breve e gibboso, addome lungo e cilindrico, zampe relativamente lunghe ma robuste e ali moderatamente lunghe.
Capo oloptico nei maschi dei Brachystomatinae e dei Trichopezinae, dicoptico nelle femmine e nei maschi dei Ceratomerinae. Le antenne sono spesso relativamente lunghe, di tipo aristato, con terzo articolo (primo flagellomero) più grande degli altri segmenti, generalmente allungato e piriforme, portante uno stilo biarticolato. Nei Ceratomerinae lo scapo è nettamente più lungo del pedicello ed è vestito da lunghe setole dorsali e ventrali; in questa sottofamiglia, inoltre, il pedicello presenta un condilo, detto cono, che si articola in un apposito incavo del primo flagellomero, mentre nelle altre sottofamiglie il primo flagellomero si assottiglia alla base per incastrarsi nel pedicello.
L'apparato boccale è di tipo pungente-succhiante, con funzione perforante svolta dal labbro superiore, a cui partecipa anche l'ipofaringe; il lato ventrale del labbro superiore (epifaringe) presenta dei denti taglienti (lame epifaringee) che hanno la funzione di lacerare e allargare il foro praticato. I palpi mascellari sono composti da un solo articolo. Nei Brachystomatinae, gli stipiti delle mascelle si ramificano posteriormente formando due processi che si riuniscono dietro la base del labbro inferiore. Quest'ultimo termina con un'espansione (labellum) provvista di pseudotrachee.
Il torace presenta setole differenziate sul mesonoto, con setole acrosticali disposte su una o più serie separate da quelle dorsocentrali. Le zampe anteriori sono indifferenziate, prive di funzione raptatoria, hanno femori con setole diffuse e tibie provviste anteriormente di un pettine di setole nella parte terminale.
Le ali sono di varia forma, da lunghe e strette a brevi e larghe, soprattutto in relazione alla conformazione del lobo anale. Nei Trichopezinae sono presenti più setole inserite anteriormente alla base della costa, nei Ceratomerinae è invece presente una lunga e robusta setola, nei Brachystominae le setole costali sono assenti. Il lobo anale è ampio e ottuso nei Brachystomatidae e nei Trichopezidae, mentre nei Centamerinae è assente nelle femmine e bruscamente troncato nelle ali dei maschi. In questi ultimi, il margine posteriore dell'ala assume un profilo singolare, con un pronunciato lobo di forma irregolarmente triangolare, in genere con due lunghe setole eventualmente associate a numerose altre setole di minore sviluppo. In quasi tutta la famiglia è presente uno pterostigma, più o meno marcato, posizionato all'apice della cellula marginale (r1); lo pterostigma è invece assente in Glyphidopeza.
La struttura e la conformazione della venulazione varia notevolmente secondo il genere o la sottofamiglia. In generale si rileva una tendenza alla semplificazione della nervatura, ma, tranne poche eccezioni, ricorrono caratteri tipicamente primitivi presenti in altri Brachiceri inferiori, come la presenza della biforcazione R4+5. Marcate differenze di carattere strutturale e morfologico intercorrono fra i Centramerinae da un lato e Brachystomatinae e Trichopezinae dall'altro, mentre fra queste ultime due sottofamiglie intercorrono principalmente differenze di carattere morfologico. Queste sono le principali caratteristiche:
- Costa e subcosta. La costa si estende all'intero margine, ma spesso si assottiglia lungo il margine posteriore. La subcosta è in genere completa e confluisce sulla costa, ad eccezione di alcuni generi dei Trichopezinae e di Icasma, nei quali è incompleta.
- Radio. Il sistema radiale è composto in genere da quattro rami, meno frequentemente tre. Il ramo anteriore (R1) è relativamente breve e termina entro la metà basale del margine costale, in particolare nei Centamerinae, o poco oltre. Il settore radiale è abbastanza breve e si ramifica nelle due ramificazioni R2+3 e R4+5, che si sviluppano per buona parte della lunghezza dell'ala. R2+3 raggiunge il margine costale nel suo terzo distale, spesso subendo una curatura con concavità anteriore che circoscrive lo pterostigma. Il ramo R4+5 è indiviso solo in alcuni generi (Anomalempis, Heleodromia, Icasma, Glyphidopeza longicornis) e raggiunge il margine in corrispondenza dell'apice. Nella maggior parte della famiglia, questa vena si ramifica nel terzo distale dando origine ai rami R4 e R5; il primo confluisce sulla costa prima dell'apice dell'ala, il secondo in corrispondenza dell'apice o poco oltre.
- Media. La conformazione del sistema mediano varia sensibilmente. Caratteri ricorrenti in tutta la famiglia sono la suddivisione della media in tre rami (M1, M2 e M3+4) e la presenza della cellula discale. Nella maggior parte della famiglia, i tratti liberi dei tre rami traggono origine, separatamente, dai tre vertici distali della cellula discale. Nei generi Ceratomerus e Icasma, la biforcazione M1+2 è posizionata oltre la cellula discale, perciò da quest'ultima emergono due soli rami, M1+2 e M3+4. Nella generalità dei Ceratomerinae, inoltre, la base della media è assente o poco evidente.
- Cubito e anale. Decisamente eterogenea è la struttura e la conformazione del sistema cubito-anale e dell'associata cellula cup. Nei generi Centamerus e Icasma, cubito e anale sono del tutto assenti e, di conseguenza, anche la cellula cup. In tutti gli altri generi, le due vene sono più o meno sviluppate e convergono chiudendo la cellula cup; manca il tratto terminale comune A1+CuA (Glyphidopeza e Brachystomatinae) oppure è incompleto (Trichopezinae), perciò la cup non ha connessione con il margine posteriore. Nei Brachystomatinae, il tratto terminale della cubito, dalla confluenza della medio-cubitale alla convergenza con l'anale, ha una forma più o meno convessa e si dirige verso il margine posteriore, senza tuttavia raggiungerlo. Nei Trichopezinae la cubito subisce una brusca curvatura e devia verso la base del lobo anale convergendo su A1 in una posizione più prossimale rispetto ai Brachystomatinae. In Glyphidopeza, l'unico genere dei Centamerinae provvisto del sistema cubito-anale, le due vene sono molto deboli e molto brevi, con ramo terminale della cubito brevissimo e fortemente ricurvo verso la base; l'intero sistema è relegato alla base dell'ala e appena percettibile.
- Cellula discale. Nei Brachystomatinae e nei Trichopezinae ha una forma esagonale, relativamente breve e più o meno allargata verso l'estremità distale; la posizione tende ad essere centrale nei Brachystomatinae e più prossimale nei Trichopezinae. Nei Centamerinae è generalmente stretta e allungata, di forma rettangolare, spesso di forma irregolarmente circolare nei maschi; la sua posizione è apparentemente eccentrica a causa dell'assenza del lobo anale e della riduzione o assenza del sistema cubito-anale, perciò appare spostata verso la base dell'ala e verso il margine posteriore.
- Cellule basali. Le cellule basali (br e bm) sono generalmente ben sviluppate e delimitate nei Brachystomatinae e nei Trichopezinae. Nei Centamerinae le cellule basali sono brevi e generalmente poco evidenziate per l'assenza o la debolezza della base della media e della biforcazione M1+2. Per questo motivo, l'estremità distale della seconda basale può confondersi con la base della cellula discale.
- Cellula cup. La cup è del tutto assente nei generi Centamerus e Icasma e decisamente ridotta, stretta e poco evidente nel genere Glyphidopeza. Nei Trichopezidae è bene evidente ma poco sviluppata e con un profilo distale ottuso, a causa della conformazione della vena CuA, e si presenta della stessa lunghezza della seconda basale. Nei Brachystomatinae è invece più lunga della seconda basale e ha un profilo distale più o meno acuto in corrispondenza della convergenza delle vene CuA e A1.

L'addome è sottile e cilindrico ed è costituito da sette uriti apparenti. Nella femmina, gli ultimi uriti sono retrattilli e formano un ovopositore di sostituzione telescopico; il tergite del settimo urite presenta una frangia di setole sottili che percorre il margine posteriore. Il maschio presenta il tergite del settimo urite tomentoso e gli uriti terminali trasformati per costituire l'apparato genitale esterno. Come nella maggior parte degli Empidoidea, gli ultimi uriti del maschio non sono ruotati.

## Biologia
Gli adulti frequentano ambienti umidi e boscosi, spesso in prossimità di corsi d'acqua. Come la generalità degli Empidoidea, i Brachystomatidae sono predatori sia allo stadio adulto sia allo stadio larvale e si nutrono a spese di altri insetti.

## Sistematica
L'inquadramento sistematico dei Brachystomatidae è controverso. Storicamente, questo gruppo sistematico era considerato parte integrante della famiglia Empididae sensu lato. Sinclair & Cumming (2006), sulla base di un'analisi cladistica morfologica, hanno revisionato la superfamiglia Empidoidea elevando i Brachystominae al rango di famiglia e includendovi anche le sottofamiglie Ceratomerinae e Trichopezinae e il genere Xanthodromia. Moulton & Wiegmann (2007), in base ad un'analisi cladistica molecolare, hanno invece definito le relazioni filogenetiche trattando questo gruppo sistematico come taxon inferiore compreso nell'ambito degli Empididae.
La letteratura più recente e le banche dati tassonomiche riportano attualmente questo stato di incertezza sull'effettivo inquadramento sistematico. Diverse fonti, probabilmente in attesa di uno sviluppo più concreto della sistematica interna degli Empidoidea, danno un'interpretazione estesa alla famiglia Empididae, comprendendovi di fatto anche i Brachystomatidae. Il Biosystematic Database of World Diptera (BDWD) adotta l'inquadramento sistematico di Sinclair & Cumming, trattando i Brachystomatidae come famiglia distinta dagli Empididae. Il The Diptera Site, progetto nel quale è integrato il BDWD, sottolinea tuttavia lo stato di incertezza relativo ai gruppi sistematici evidentemente parafiletici, come ad esempio gli Empididae sensu lato, e di adottare la tendenza in corso, fra la generalità dei ditterologi, a scorporare le famiglie in gruppi più ristretti sulla base delle continue acquisizioni dagli studi sulla filogenesi. Sul lato opposto, fonti più recenti adottano più o meno esplicitamente anche l'impostazione di Moulton & Wiegmann che, del precedente lavoro di Sinclair & Cumming, non supportano la trattazione separata dei Brachystomatidae.
Seguendo l'impostazione di Sinclair & Cumming, i Brachystomatidae comprendono 18 generi, di cui uno incertae sedis e gli altri ripartiti fra tre sottofamiglie. 
- Brachystomatinae. Comprendono 26 specie, ripartite fra tre generi:
  - Anomalempis, con due specie
  - Brachystoma, con 23 specie
  - Xanthodromia, con una specie
- Ceratomerinae. Comprendono 44 specie, ripartite fra tre generi:
  - Ceratomerus, con 35 specie
  - Glyphidopeza, con due specie
  - Icasma, con sette specie
- Trichopezinae. Comprendono oltre 60 specie, ripartite fra 11 generi:
  - Apalocnemis, con 29 specie
  - Boreodromia, con una specie
  - Ceratempis, con una specie
  - Ephydrempis, con una specie
  - Gloma, con quattro specie
  - Heleodromia, con 20 specie
  - Niphogenia, con due specie
  - Pseudheleodromia, con una specie
  - Sabroskyella, con una specie
  - Sematopoda, con una specie[5]
  - Trichopeza, con una specie
- Incertae sedis
  - Sinotrichopeza con due specie.

Rispetto al quadro sistematico originariamente proposto da Sinclair & Cumming, lo schema delineato sopra differisce nei seguenti punti:
- Al posto del nome Pseudoheleodromia, citato erroneamente da Sinclair & Cumming, è riportato il nome corretto Pseudheleodromia[6][7].
- È escluso il genere Heterophlebus, citato originariamente da Sinclair & Cumming fra i Trichopezinae, in quanto comprendente tre specie neotropicali riclassificate nel genere Brachystoma e una riclassificata nel genere Oreogeton[8].
- È aggiunto come incertae sedis il genere Sinotrichopeza, a seguito di una revisione di Sinclair et al. (2008) che rinomina due specie orientali originariamente descritte nel genere Trichopeza[9].

Sono conosciute sei specie fossili descritte appartenenti a generi ancora viventi:
- Apalocnemis gracilis
- Apalocnemis canadambris
- Gloma hirta
- Heleodromia foveata
- Heleodromia starki
- Trichopeza sucina

Quasi tutte le specie risalgono all'Eocene. Unico fossile del Mesozoico è Apalocnemis canadambris, datato al Cretaceo.

## Distribuzione
Malgrado il limitato numero di specie, la famiglia ha un'ampia distribuzione ed è rappresentata in tutte le regioni zoogeografiche della Terra. La distribuzione delle singole specie è tuttavia fortemente circoscritta, con un'elevata frequenza di endemismi a livello di specie o, talvolta, di genere. Il genere più rappresentativo, per distribuzione, è Brachystoma, assente tuttavia nella regione orientale e nella regione australasiana.
Fra le distribuzioni di interesse evolutivo va citata quella sottofamiglia Ceratomerinae, prevalentemente australasiana, ma con una evidente disgiunzione di tipo gondwanico per il genere Ceratomerus, che comprende anche 4 specie confinate in Cile, strettamente correlate filogeneticamente ad alcune delle specie australiane. Della sottofamiglia, Ceratomerus ha un'ampia distribuzione ed è presente, secondo la specie, nell'Australia orientale, nella Tasmania, in Nuova Zelanda e in Cile. Gli altri due generi, Icasma e Glyphidopeza sono invece endemici della Nuova Zelanda.
In Europa sono segnalate poco più di una decina di specie ripartite fra cinque generi: Heleodromia, con sette specie, Brachystoma e Trichopeza, ciascuno con due specie, Gloma e Pseudheleodromia, ciascuno con una specie.
In Italia sono rappresentati tre soli generi con sei specie segnalate. Del genere Brachystoma è presente una sola delle due specie europee, B. vesiculosum; è segnalata in tutto il territorio nazionale ma con una presenza dubbia in Sardegna. Del genere Trichopeza sono presenti entrambe le specie europee, T. albocincta, presente solo al nord, e T. longicornis, presente al nord e nella penisola. Del genere Heleodromia sono invece segnalate - limitatamente alla regione alpina - tre specie, H. immaculata, H. irwini e H. oldenbergi